# Hoa (lagon)
Pour les articles homonymes, voir Hoa.

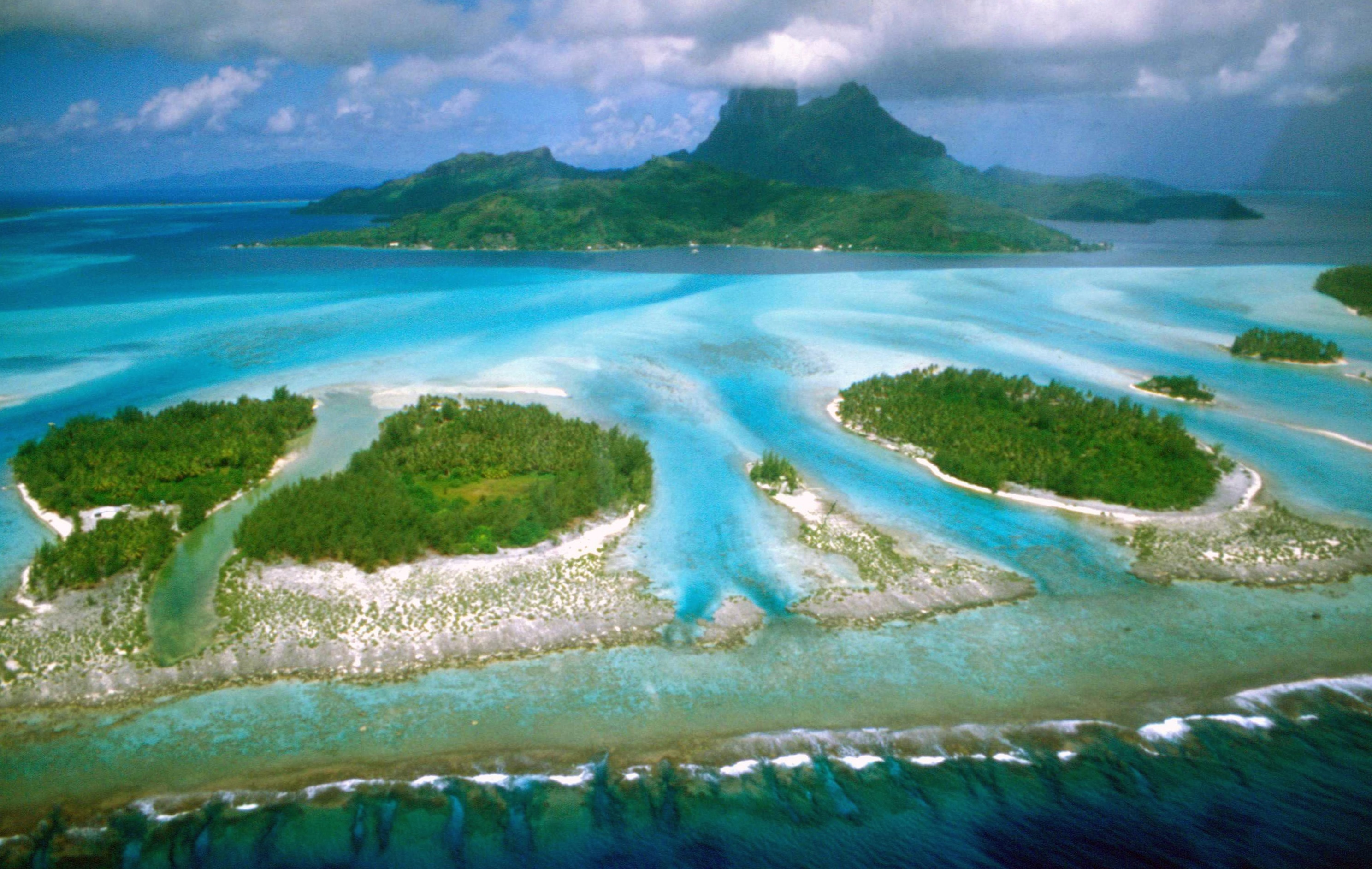
Hoas à Bora Bora, de couleur bleue au centre et à droite de l'image de la barrière corallienne, et tairua à gauche, de couleur verte, ne communicant pas sauf en cas de tempête.

Un hoa est défini comme un chenal intermittent de faible profondeur (allant de 20 à 50 cm sur le platier externe à 2 m sur le platier interne) de communication de l'eau de mer dans un lagon par-dessus la barrière du récif corallien d'un atoll, le plus souvent entre deux motus. Il se distingue des passes navigables (ava) et des chenaux de tempêtes (tairua).

## Description
Les hoas ont un rôle très important dans la communication entre l'océan et les eaux lagonnaires tant du point de vue physico-chimique que biologique,. Ces échanges se font par-dessus les platiers, grâce au faible courant toujours orienté vers le lagon – sauf en période de vidanges durant lesquelles il s'inverse – qui s'établit principalement par les passes et dans une moindre mesure par les hoas.
Avec le temps et des conditions spécifiques de mouvements d'eau au sein d'un lagon, des hoas peuvent se fermer complètement avec l'accumulation de matériaux formant ainsi des tairuas, allant parfois jusqu'à isoler entièrement le lagon des eaux de l'océan – hormis via les tairuas les plus permissifs en période de tempête – comme c'est le cas de l'atoll de Taiaro dans les Tuamotu.

## Utilisation des hoas
Les hoas, du fait de leur faible profondeur, ne sont en général pas navigables stricto sensu et servent souvent de lieu de pêche à pied ou grâce à l'utilisation de parcs à poissons faits en pierre de corail – empilés jusqu'à affleurement suffisant – ou depuis les années 1960 en grillage. Traditionnellement cette dernière technique est utilisée dans les atolls de la Polynésie française comme, par exemple, sur les atolls de Tikehau, Huahine ou de Takapoto,.